# 아프리카알뱀속
아프리카알뱀속(Dasypeltis)은 뱀목에 속하는 뱀속의 하나이다. 뱀의 분류학적 분류군 중 유일하게 알을 먹는 것으로 알려져 있다(다른 하나는 인도알뱀속이다). 아프리카알뱀속은 독성이 없으며, 아프리카 대륙 전역에서 주로 숲이나 숲이 우거진 서식지에서 발견되며, 수많은 종의 새들의 서식지이기도 하다.

## 어원
종명인 간시는 미국의 파충류학자 칼 간스 (1923년~2009년)의 이름을 딴 것이다.

## 묘사
아프리카알뱀속은 갈색과 녹색의 혼합물에서부터 검은색의 고체에 이르기까지 다양한 무늬와 색의 변화를 보인다. 특정 지역의 사람들은 비슷한 색깔과 패턴을 공유하는 경향이 있다. 꼬리 길이를 포함한 몸길이는 30~100cm 정도로 매우 다양하다.

## 행동
아프리카알뱀속들은 신경질적인 성향을 가지고 있는 경향이 있으며, 위협을 받았을 때 톱 스케일링이라고 불리는 것을 수행하며, 여기서 비늘을 빠르게 비벼서 희미하게 쉿쉿 소리와 같은 소리를 낸다. 그들은 민첩한 등반가들이며, 알이 썩었는지, 먹기에 편안하게 발달하지 않았는지를 구별하는 예민한 후각을 가지고 있다. 머리보다 훨씬 큰 알을 먹기 위해 매우 유연한 턱과 목을 가지고 있으며, 이빨은 없지만, 척추 안쪽 가장자리에 알의 껍질을 깨는데 도움이 되는 뼈 모양의 돌기가 있다.
달걀을 섭취하는 과정은 입으로 입을 감싸고 목구멍으로 끌어들인 다음 근육을 구부려 달걀을 척추에 있는 뼈의 돌출부로 밀어 넣는 것을 포함하는데, 이것은 계란이 스스로 붕괴하게 만든다. 그리고 나서 뱀은 달걀의 안쪽에서 조심스럽게 모든 액체를 짜내고, 완전히 으깨진 달걀 껍질을 역류시키는 것으로 끝난다. 그들은 놀라울 정도로 효율적이고 달걀의 내용물을 거의 낭비하지 않는다.